# شبكة قياس المناسيب الفرنسية

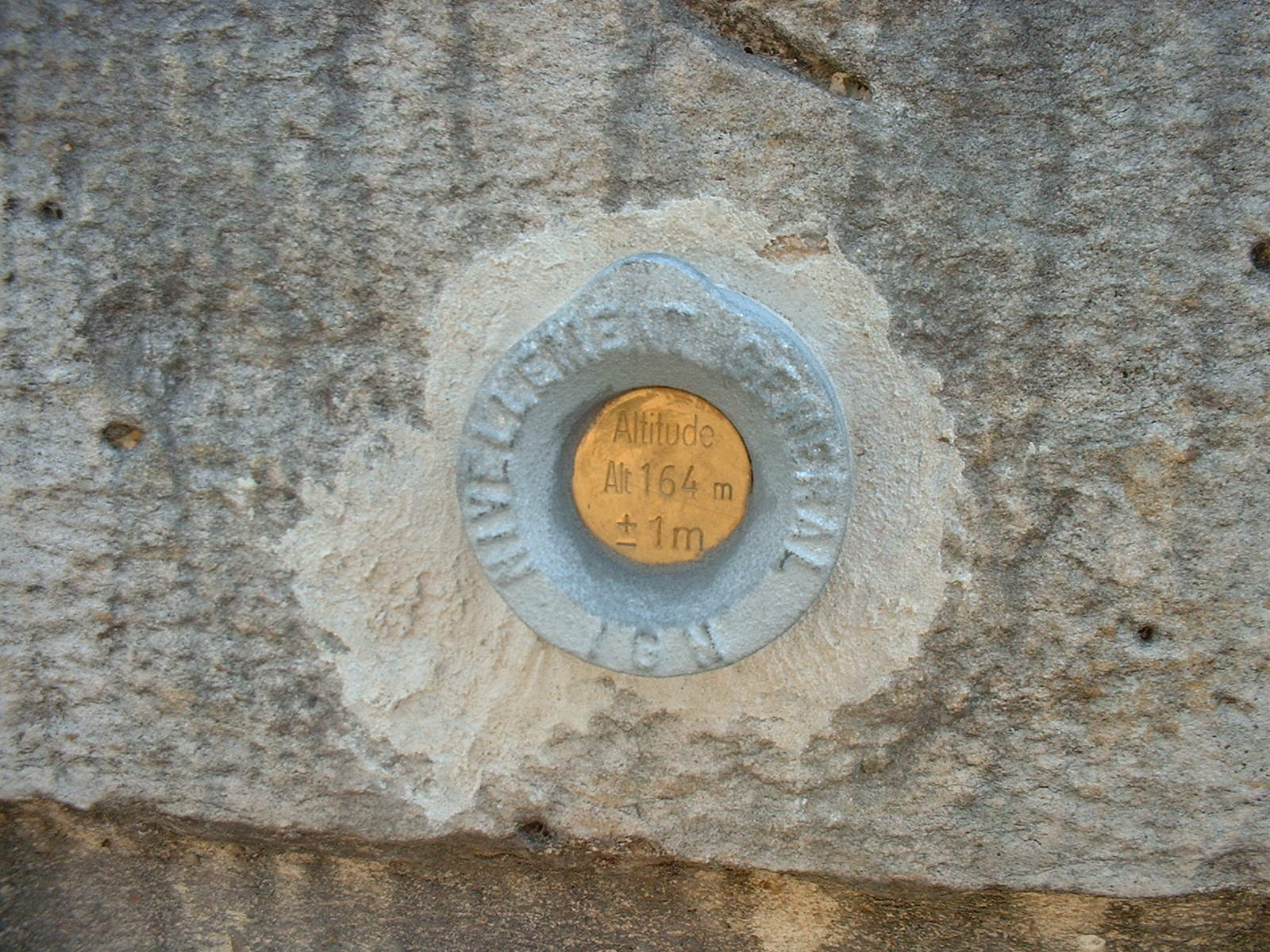

شبكة قياس المناسيب الفرنسية (nivellement général de la فرنسا أو NGF)
تشكل شبكة من نقاط قياس المناسيب المرجعية في البر الرئيسي الفرنسي وكورسيكا، ويشرف عليها الآن المعهد الجغرافي الوطني بفرنسا. وهي الآن شبكة قياس المناسيب الرسمية في البر الفرنسي. تتألف من شبكتين:
- NGF - IGN69 للبر الرئيسي في فرنسا مع تحديد «المستوى صفر» من خلال مقياس المد والجزر في مارسيليا
- NGF - IGN78 لجزيرة كورسيكا، مع تحديد «المستوى صفر» من خلال مقياس المد والجزر في أجاكسيو